# Boz (Ain)
Boz ist eine französische Gemeinde im Département Ain in der Region Auvergne-Rhône-Alpes. Sie gehört zum Kanton Replonges im Arrondissement Bourg-en-Bresse. Die Bewohner nennen sich Burhins oder Burhines.

## Geografie
Die Gemeinde Bot liegt om Weste der Bresse, 13 Kilometer nördlich von Mâcon. Die Saône bildet im Westen die Grenze zum Département Saône-et-Loire. Die gegenüberliegenden Gemeinden sind Saint-Albain, La Salle und Senozan. Boz grenzt außerdem an Reyssouze im Norden, Gorrevod im Nordosten, Chevroux im Osten, Ozan im Süden und Asnières-sur-Saône im Südwesten.

## Bevölkerungsentwicklung
| Jahr                       | 1962 | 1968 | 1975 | 1982 | 1990 | 1999 | 2010 | 2020 |
| Einwohner                  | 332  | 335  | 348  | 323  | 352  | 359  | 496  | 514  |
| Quellen: Cassini und INSEE |      |      |      |      |      |      |      |      |

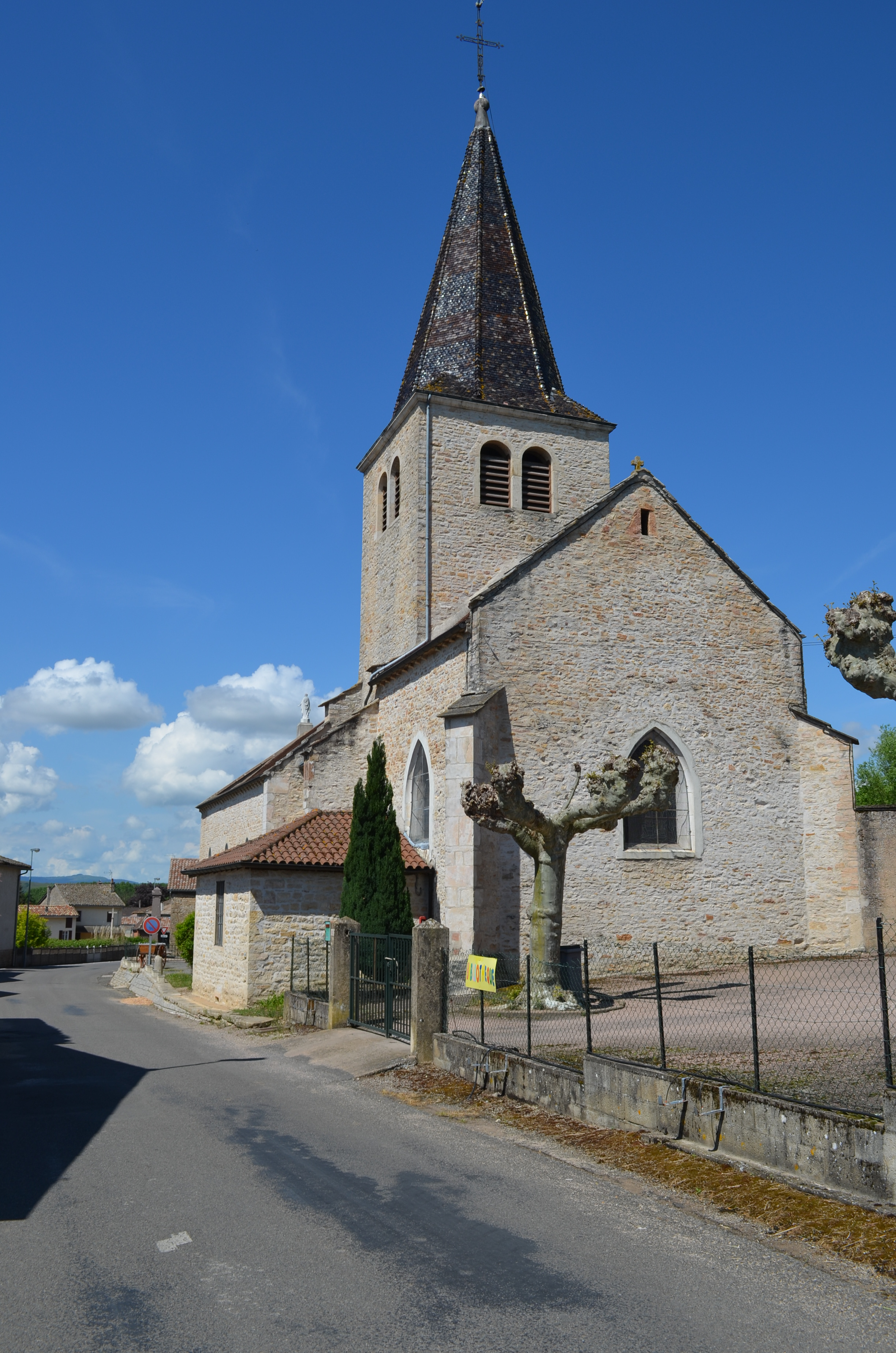
Kirche Saint-Sébastien
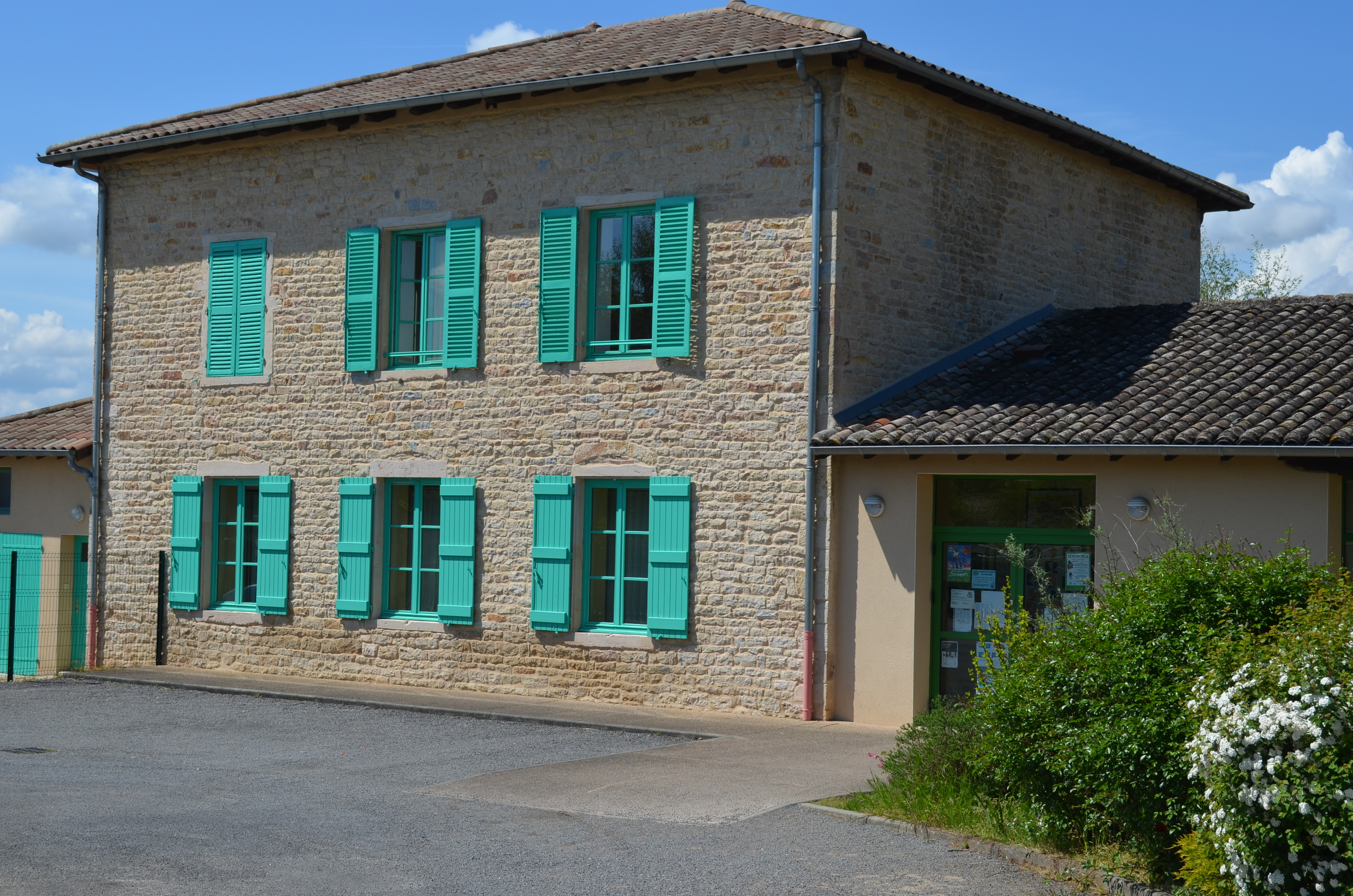
Schulhaus
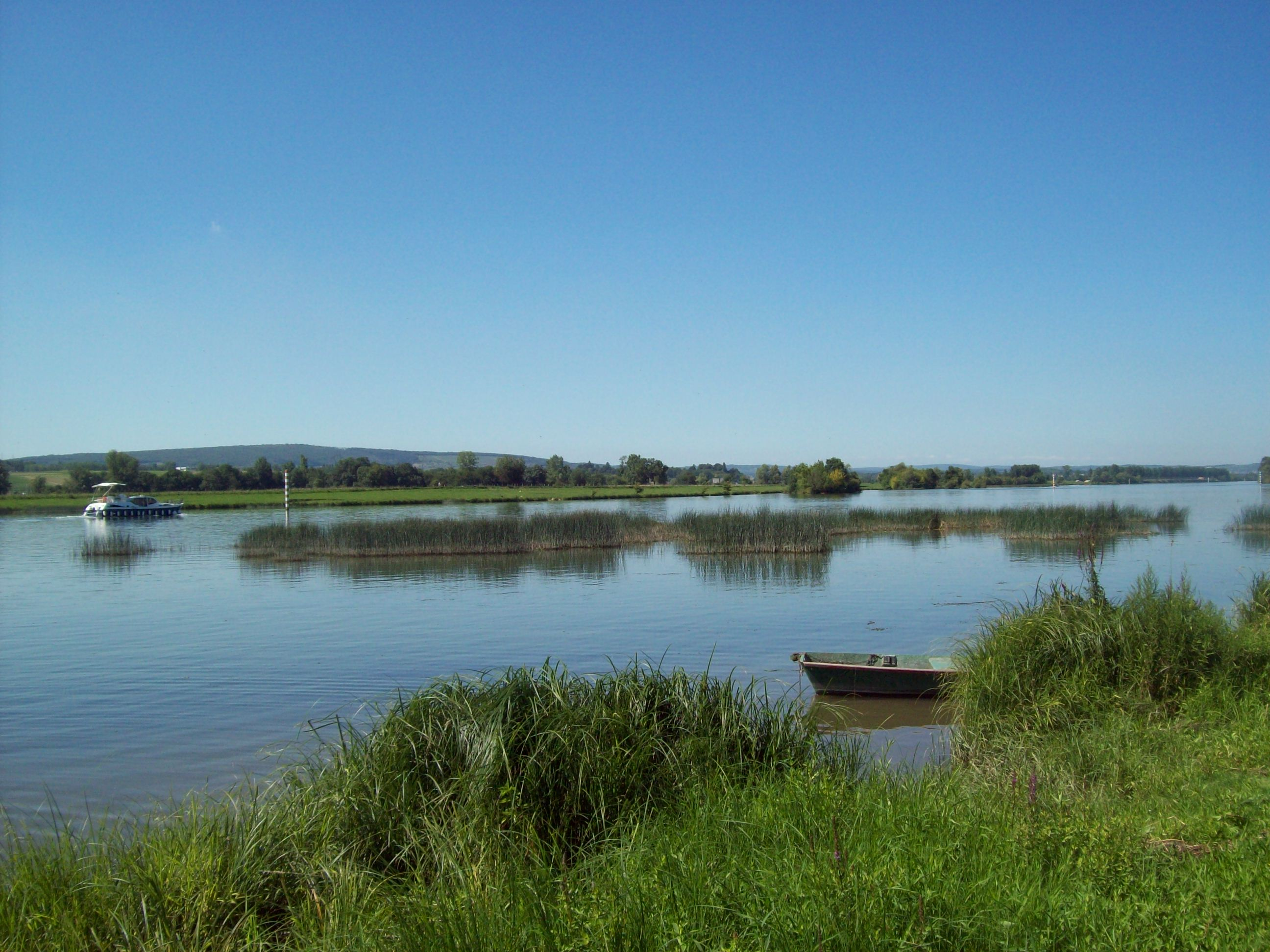
Die Saône bei Boz
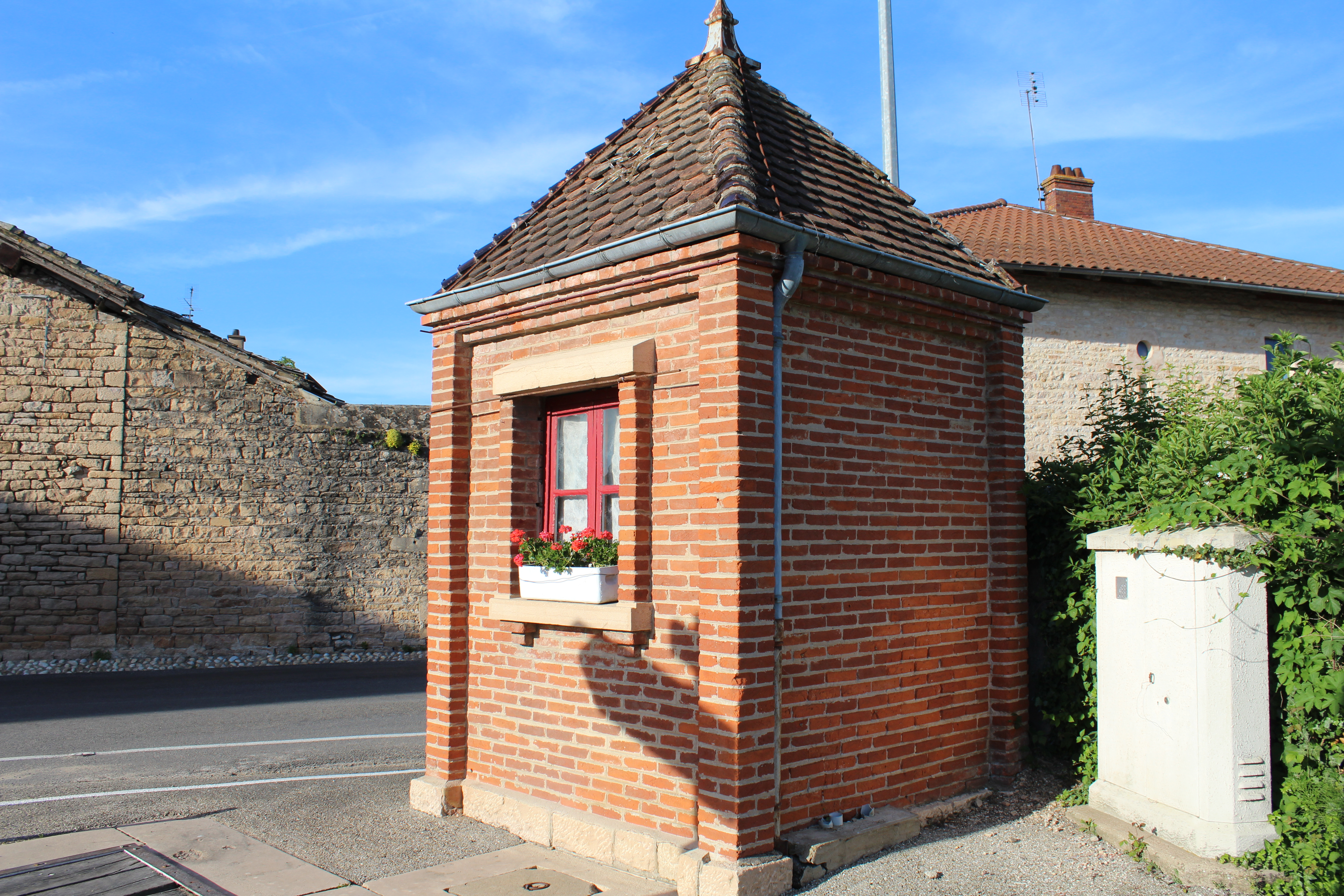
Ehemalige öffentliche Waage
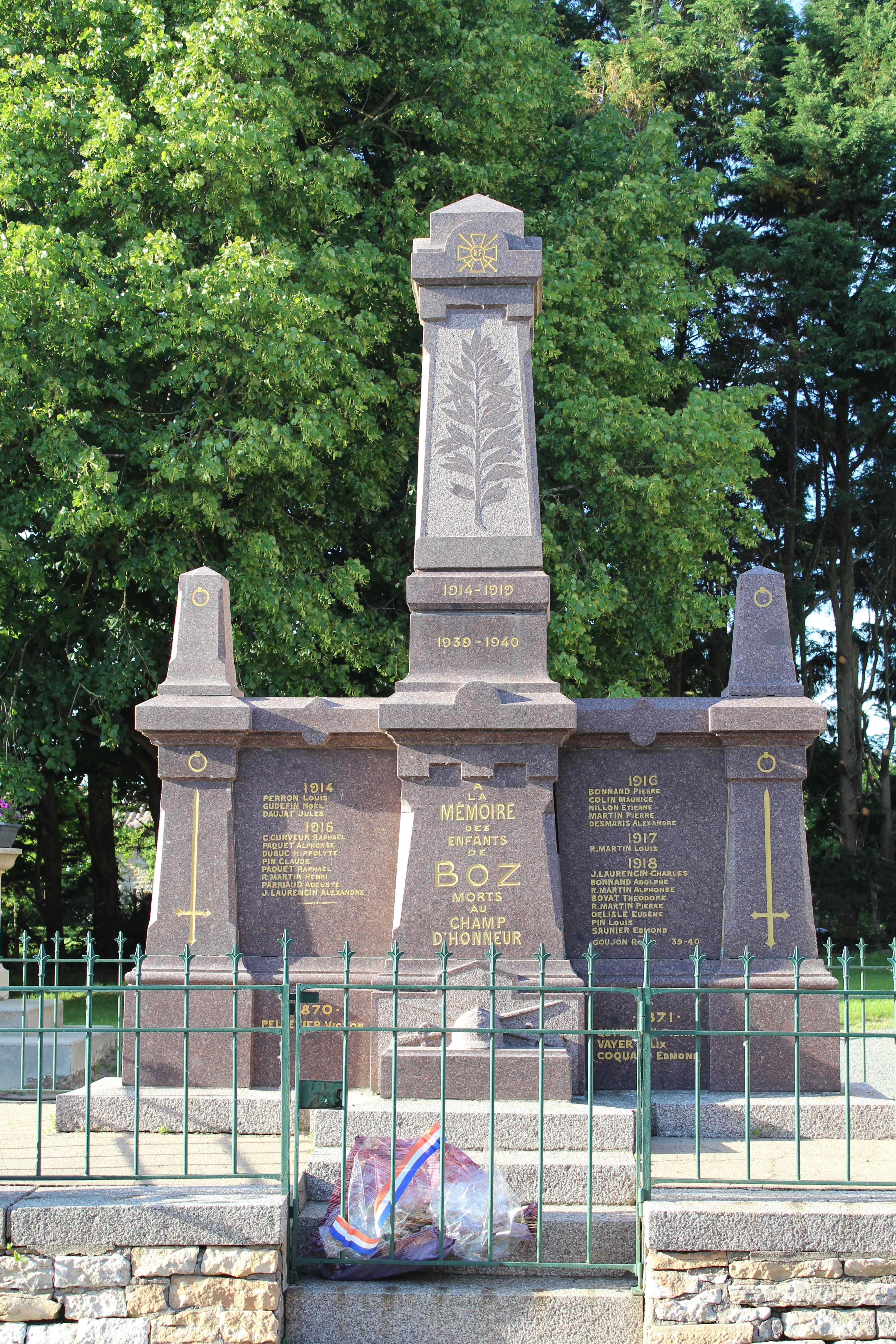
Gefallenendenkmal